# Dactylorhiza alpestris
Dactylorhiza alpestris (Pugsley) Aver., 1983 è una pianta erbacea appartenente alla famiglia delle Orchidacee.

## Descrizione
È un'orchidea terrestre con fusti alti sino a 30 cm. Le foglie sono da ellittiche a ovate e presentano molteplici macchie irregolari di colore porpora. I fiori, di colore dal lilla al porpora, hanno un labello lungo 9–10 mm, quasi intero o raramente trilobato.

## Distribuzione e habitat
Questa specie è presente sui Pirenei, sulle Alpi e sui Carpazi.
Sul territorio italiano è segnalata nella provincia di Bolzano al confine con il Tirolo Settentrionale (Austria).

## Tassonomia
Questa entità, in atto considerata come specie a sé stante, è stata a lungo considerata una sottospecie di Dactylorhiza majalis (Dactylorhiza majalis subsp. alpestris).